# Lago Brenet
El lago Brenet (en francés: lac Brenet) es un lago del valle de Joux situado en el cantón de Vaud, Suiza.
Su longitud es de 1,5 km y tiene unos 500 metros de ancho. Está cerca de los pueblos de Les Charbonnières y de Le Pont.